# Toni Nakić
Toni Nakić (Sebenico, 1º giugno 1999) è un cestista croato.

## Carriera

### Club
Il 5 giugno 2020 viene ufficializzato come nuovo giocatore della Cibona Zagabria.
Il 19 febbraio 2022 vince la Coppa di Croazia, suo primo titolo per club, battendo in finale la Cedevita Junior. Il 10 giugno seguente vince il suo primo campionato croato e viene nominato MVP delle final contro il Zara.

## Palmarès

### Club
- Campionato croato: 1

Cibona Zagabria: 2021-22
- Coppa di Croazia: 1

Cibona Zagabria: 2022